# 尹晶煥
尹 晶煥（ユン・ジョンファン、韓国語: 윤정환、英語: Yoon Jong-Hwan、1973年2月16日-）は、大韓民国・光州広域市出身の元サッカー選手、サッカー指導者。元韓国代表。現役時代のポジションはミッドフィールダー。
2017 Jリーグアウォーズ・J1優秀監督賞およびKリーグ2024アウォーズ・Kリーグ1最優秀監督賞の受賞者である。また、ジェフユナイテッド千葉の無敗記録保持監督でもある(リーグ戦13試合/2021年)。

## 選手経歴
東亜大学校在籍時の1994年に韓国代表として初選出。

### 油公コッキリ
1995年に韓国・油公コッキリ（現：済州ユナイテッドFC）に入団。1年目から出場機会を得る。

### セレッソ大阪
2000年に日本のセレッソ大阪に入団し、Jリーグ ディビジョン1（J1）ファーストステージでの優勝争いの原動力となり、最終戦川崎フロンターレを長居陸上競技場に迎えたセレッソ大阪は延長でも勝利すればステージ制覇となるところだったが、1-1で迎えた延長戦で川崎の浦田尚希にゴールデンゴールを決められ、横浜F・マリノスに優勝を譲ってしまった。
2001年のJリーグたらみオールスターサッカーに出場、同年のJOMO CUP JリーグドリームマッチではMVPを獲得。2002 FIFAワールドカップを控えていたため、当初はこの年限りで韓国に復帰するつもりだったが、J2へ降格したC大阪を昇格させるため残留し、2002年はJ2でプレー。C大阪を1年でJ1へ復帰させた。
2002年W杯の韓国代表メンバーに選出されたが、出場機会はなかった。

### 城南一和天馬
2003年に韓国・城南一和天馬に入団。

### 全北現代モータース
2004年から2005年まで韓国・全北現代モータースでプレーした。

### サガン鳥栖
2006年、「再び日本でプレーしたい」という本人の希望によりJ2のサガン鳥栖に移籍。この年は当時鳥栖のクラブ史上最高成績となるリーグ4位に貢献し、チームを支えた。2007年は先発出場の機会は減ったものの、スーパーサブとして活躍した。同年オフ、鳥栖との契約満了とともに現役を引退。

## 指導者経歴

### サガン鳥栖
2008年、鳥栖のテクニカルアドバイザーに就任。ユースチームやサッカースクールでの指導のほか、地域の子どもたちを対象にサッカーの普及活動に取り組んだ。また、同年にAFCのA級ライセンスを取得した。
2009年、鳥栖のトップチームコーチに就任。クラブは当初から尹を将来の監督候補として期待しており、この年限りで監督の岸野靖之が辞任した際には、尹が監督に昇格する予定であった。しかし、尹の所持するAFCのA級ライセンスではJリーグクラブの監督就任条件を満たさなかったため、クラブスタッフで監督就任に必要なJFA 公認S級コーチのライセンスを唯一所持していた、GMの松本育夫が監督に復帰し（GMは解職）、尹はヘッドコーチに就任した。なお、実際の指導は尹が中心として執った。2010年はJ2リーグ戦で9位。
2011年、JFA 公認S級コーチライセンスを取得し、同年1月より正式に鳥栖の監督に就任。この年の開幕時におけるJリーグ38クラブの監督の中では最年少であった。後半戦で16試合連続負けなしを記録するなど、J2リーグ戦で2位となり、同時にクラブ初のJ1昇格を果たした。
2012年4月4日、ヤマザキナビスコカップのベガルタ仙台戦で副審に執拗な抗議をしたため退席を命じられ、その後4月7日リーグ第5節名古屋戦のベンチ入り禁止処分を受けた。なお、2012年シーズンは年間5位の成績。
2013年シーズンは下位に低迷したが、11月10日の磐田戦の勝利でJ1残留を決めた。
2014年シーズンは途中で首位に立つなど前シーズン後半からの好調を維持したが、「（尹との間で）今後のチーム作りのビジョンや考え方がクラブと合わなかった」「お互いが新たなステップとして高めていくため」との理由から、鳥栖側から尹に監督退任の打診があり、同年8月7日付けで鳥栖との契約を解除した。直前の試合で勝利し、リーグ首位に立つ中での異例の退任劇となった。

### 蔚山現代FC
2015年シーズンより、韓国Kリーグ・蔚山現代FCの監督に就任。就任初年度は7位、2年目は4位で同年退任した。

### セレッソ大阪
2017年よりセレッソ大阪の監督に就任し。シーズン序盤にリーグ戦のメンバーとカップ戦のメンバーを完全に分けた。リーグ戦で勝てない中、カップ戦では勝ち続けてリーグ戦のメンバーも奮起、J2から昇格したばかりのセレッソ大阪を、18節の折り返し地点で12年ぶりとなる首位に立たせるなどの手腕を見せた。リーグ戦のメンバーはカップ戦の準決勝や決勝で初出場するなど、「カップ戦のメンバーがこの舞台まで連れてきてくれた」と話した。ルヴァンカップでは決勝で川崎フロンターレを破り、監督としてC大阪にJリーグ初タイトルをもたらし、その手腕が評価されJリーグアウォーズでJ1の優秀監督賞を受賞した。 またJリーグでは3位と、ACLへの出場権を獲得。更に2017-18年の天皇杯では、横浜F・マリノスを延長戦の末に破り、チームを43年ぶりの優勝に導き、C大阪を就任一年目で2冠に導いた。
「セレッソ大阪というチームは“攻撃的“ということが先行してきたが、それで必ずしも勝てるわけじゃない。まずは基盤を作って、ベースを築いて、少しずつ発展していくべきだと思う。プロの世界では結果がすごく大事」と話しており、シーズンを通してハードワークや守備意識を植え付け、徹底的に勝負にこだわらせた。また、攻撃的ミッドフィルダーの杉本健勇のセンターフォワードへのコンバートに加えて、ボランチを主戦場としていた山村和也のフォワードへのコンバートに成功。リードを奪えば、後半途中からは山村をCBに下げて5バックで守り切る戦い方も一貫した。
2018年シーズンは6月のロシア・ワールドカップによる中断期間までは首位に勝利するなど4位につけていたが、怪我人が多く出たこともあり夏場以降に失速。結果的に７位で終え、ACLやルヴァンカップ、天皇杯でも勝ち進むことはできなかった。それでも、一度も大きく順位を落とすことはなく、優勝争いをした翌年は残留争いをするセレッソ大阪のジンクスを覆した。11月20日、契約満了により同年限りでC大阪の監督を退任することが発表された。ホーム最終戦では、通訳なしで、日本語で挨拶をした。

### ムアントン・ユナイテッドFC
2019年4月、タイ・リーグ1のムアントン・ユナイテッドFCの監督に就任したが、成績不振により2か月で解任された。

### ジェフユナイテッド千葉
2019年11月24日、ジェフユナイテッド千葉の監督に就任が内定したと発表された。
2021年、リーグ戦30節から最終節まで13試合負けなしのクラブ記録を作った。J1昇格争いには絡めなかったが、失点を就任1年目の51失点から36失点に減らし、2017年以来4シーズンぶりに一桁順位(8位)で終えた。
就任3年目となる翌2022年もJ1昇格争いには絡めず、9月9日に同年シーズン限りでの退任が発表された。

### 江原FC
2023年6月15日、崔龍洙に代わってKリーグ1で11位に沈む江原FCの第10代監督に就任。7年ぶりにKリーグで指揮を執ることになった。2023年シーズンは終始苦しみ最終的にリーグ戦を10位で終え、元セレッソ大阪の高正云率いる金浦FCとの入れ替え戦を制して辛くもKリーグ1残留を決めた。総失点が40と蔚山現代FCよりも少ない数字を残す一方で総得点30はリーグワーストであった。
このシーズンまでの江原FCは守備からのカウンターを攻撃の核としていたが、尹晶煥はプレシーズンに攻撃サッカーを掲げ選手たちに主体的なプレーを植え付けるようトレーニングを行った。そして迎えた2024年シーズンは一転して上位争いを繰り広げ、一時はクラブ史上で初めてリーグ首位に立ち、一時足踏みした時期があったものの最終的にクラブ史上最高となる2位でシーズンを終えた。前シーズンとは打って変わって総得点62（蔚山HD FCと並んでリーグ1位）、総失点56（リーグワースト3）という攻撃的なチームとなって躍進を果たした。この功績により11月29日に行われたKリーグ2024アワード授賞式にてKリーグ1の年間最優秀監督賞を受賞した。しかし江原FCとの契約延長交渉は不調に終わり、12月6日に退任が発表された。後任としてアシスタントコーチを務めていた鄭暻鎬が第11代監督に就任した。

### 仁川ユナイテッドFC
2024年12月22日、仁川ユナイテッドFCの13代監督に就任。仁川は2024年シーズンのKリーグ1で最下位に沈みKリーグ2への降格が決定しており、Kリーグ1の年間最優秀監督賞者が翌年Kリーグ2クラブの監督に就任する史上初の出来事は驚きをもって受け止められた。

## 人物
試合のインタビューでは通訳を通しているが、実は会話が出来るほど日本語に堪能であり、韓国語翻訳を聞き終える前から話し始めていることがある。
中央日報によると、尹のプレーの特徴は広い視野を持ち、優れたパス能力でチームをコントロールできる 一方で守備には消極的だったとしている。また、所属していたセレッソ大阪が2001年にJ2に降格したことから2002 FIFAワールドカップの韓国代表監督、フース・ヒディンクの信頼を得ることができなかったと中央日報は記している。
大変律儀な人物で、現役時代に尹と一緒にプレーした森島寛晃は尹について「厳しさの中にも愛情のある人」と説明している。

## 戦術について
- 2023年、セレッソの創立30周年記念の対談では「セレッソのサッカーって何？と聞いても誰も答えられない。ただ外で楽しむのがセレッソのサッカーなの？走らないといけない。守備しないといけない。攻撃したくてもボールがなかったら攻撃できない。どこでボールを奪えばいいか。まずは守備」「勝つと自信になる。カップ戦勝って、リーグ戦勝つとガってチームの雰囲気が上がる」「カップ戦は関口訓充をリーダーに、リーグ組と紅白戦をやってもカップ戦組のほうが勝つ。するとリーグ戦組がこれではリーグ戦でも勝てないと自分たちで話し合ってた」「ルヴァンカップ決勝の前日のパーティでも、フロンターレとセレッソ両方がいて、雰囲気がフロンターレは硬かった。セレッソの方が雰囲気からして勝ってるイメージだった。」と明かした。セレッソがどうすればリーグ優勝できるかという質問には「タイトルを取りたいのか。それともただサッカー選手であるということを楽しむだけか。そういうところだと思います」と話した（すべて日本語で話した)。[要出典]

- 仁川ユナイテッドFCでは「尹晶煥のゲームモデルは空間と位置、そして変化」としており、「変化の多い現代サッカーで状況に合わせて柔軟な戦術を駆使する知将であり、同時に前線からのプレスを土台に攻撃的な守備を目指してファンから良い評価を受ける指導者」と紹介している[36]。

## 所属クラブ
ユース経歴
- パンリム小学校
- プクソン中学校
- 錦湖高校（朝鮮語版）
- 東亜大学校

プロ経歴
- 1995年 - 1999年  油公コッキリ/富川油公/富川SK
- 2000年 - 2002年  セレッソ大阪
- 2003年  城南一和天馬
- 2004年 - 2005年  全北現代モータース
- 2006年 - 2007年  サガン鳥栖

## 個人成績
| 国内大会個人成績 | 国内大会個人成績 | 国内大会個人成績 | 国内大会個人成績 | 国内大会個人成績 | 国内大会個人成績 | 国内大会個人成績 | 国内大会個人成績  | 国内大会個人成績 | 国内大会個人成績 | 国内大会個人成績 | 国内大会個人成績 |
| 年度             | クラブ           | 背番号           | リーグ           | リーグ戦         | リーグ戦         | リーグ杯         | リーグ杯          | オープン杯       | オープン杯       | 期間通算         | 期間通算         |
| 年度             | クラブ           | 背番号           | リーグ           | 出場             | 得点             | 出場             | 得点              | 出場             | 得点             | 出場             | 得点             |
| 韓国             | 韓国             | 韓国             | 韓国             | リーグ戦         | リーグ戦         | リーグ杯         | リーグ杯          | FA杯             | FA杯             | 期間通算         | 期間通算         |
| ---------------- | ---------------- | ---------------- | ---------------- | ---------------- | ---------------- | ---------------- | ----------------- | ---------------- | ---------------- | ---------------- | ---------------- |
| 1995             | 油公/富川        |                  | Kリーグ          | 19               | 3                | 5                | 0                 | -                | -                | 24               | 3                |
| 1996             | 油公/富川        |                  | Kリーグ          | 15               | 0                | 7                | 2                 | ?                | ?                |                  |                  |
| 1997             | 油公/富川        |                  | Kリーグ          | 7                | 2                | 9                | 1                 | ?                | ?                |                  |                  |
| 1998             | 油公/富川        |                  | Kリーグ          | 16               | 1                | 12               | 3                 | ?                | ?                |                  |                  |
| 1999             | 油公/富川        | 8                | Kリーグ          | 11               | 2                | 7                | 1                 | ?                | ?                | 18               | 3                |
| 日本             | 日本             | 日本             | 日本             | リーグ戦         | リーグ戦         | リーグ杯         | リーグ杯          | 天皇杯           | 天皇杯           | 期間通算         | 期間通算         |
| 2000             | C大阪            | 6                | J1               | 29               | 3                | 3                | 0                 | 3                | 3                | 35               | 6                |
| 2001             | C大阪            | 6                | J1               | 26               | 4                | 1                | 0                 | 5                | 6                | 32               | 10               |
| 2002             | C大阪            | 6                | J2               | 26               | 4                | -                | -                 | 3                | 0                | 29               | 4                |
| 韓国             | 韓国             | 韓国             | 韓国             | リーグ戦         | リーグ戦         | リーグ杯         | リーグ杯          | FA杯             | FA杯             | 期間通算         | 期間通算         |
| 2003             | 城南             | 6                | Kリーグ          | 30               | 1                | -                | -                 | 0                | 0                | 30               | 1                |
| 2004             | 全北現代         | 8                | Kリーグ          | 23               | 2                | 11               | 0                 | 2                | 0                | 36               | 2                |
| 2005             | 全北現代         | 8                | Kリーグ          | 19               | 1                | 12               | 1                 | 5                | 0                | 36               | 2                |
| 日本             | 日本             | 日本             | 日本             | リーグ戦         | リーグ戦         | リーグ杯         | リーグ杯          | 天皇杯           | 天皇杯           | 期間通算         | 期間通算         |
| 2006             | 鳥栖             | 8                | J2               | 41               | 2                | -                | -                 | 2                | 0                | 43               | 2                |
| 2007             | 鳥栖             | 8                | J2               | 26               | 1                | -                | -                 | 0                | 0                | 26               | 1                |
| 通算             | 韓国             | 韓国             | Kリーグ          | 203              | 20               | 63               | 8\|\|\|\|\|\|\|\| |                  |                  |                  |                  |
| 通算             | 日本             | 日本             | J1               | 55               | 7                | 4                | 0                 | 8                | 9                | 67               | 16               |
| 通算             | 日本             | 日本             | J2               | 93               | 5                | -                | -                 | 5                | 0                | 98               | 5                |
| 総通算           | 総通算           | 総通算           | 総通算           | 351              | 32               | 67               | 8\|\|\|\|\|\|\|\| |                  |                  |                  |                  |

## 代表歴

### 出場大会
- U-23韓国代表
  - 1996年アトランタオリンピック
- 韓国代表
  - 1998年アジア競技大会[1]
  - AFCアジアカップ2000[1]
  - FIFAコンフェデレーションズカップ2001[1]
  - 2002 FIFAワールドカップ[1]

### 試合数
- 国際Aマッチ 40試合 3得点（1995年-2002年）[44]

| 韓国代表 | 国際Aマッチ | 国際Aマッチ |
| 年       | 出場        | 得点        |
| -------- | ----------- | ----------- |
| 1995     | 4           | 0           |
| 1996     | 0           | 0           |
| 1997     | 5           | 0           |
| 1998     | 14          | 2           |
| 1999     | 3           | 0           |
| 2000     | 7           | 0           |
| 2001     | 2           | 0           |
| 2002     | 5           | 1           |
| 通算     | 40          | 3           |

### 得点数
| # | 年月日        | 開催地           | 対戦国           | スコア | 結果 | 試合概要             |
| - | ------------- | ---------------- | ---------------- | ------ | ---- | -------------------- |
| 1 | 1998年12月4日 | タイ、バンコク   | ベトナム         | 4-0    | 勝利 | 1998年アジア競技大会 |
| 2 | 1998年12月9日 | タイ、バンコク   | アラブ首長国連邦 | 2-1    | 勝利 | 1998年アジア競技大会 |
| 3 | 2002年5月26日 | 韓国、釜山広域市 | スコットランド   | 4-1    | 勝利 | 親善試合             |

## 指導歴
- 2008年 - 2014年  サガン鳥栖
  - 2008年 テクニカルアドバイザー[1]
  - 2009年 コーチ[1]
  - 2010年 ヘッドコーチ[1]
  - 2011年 - 2014年8月 監督[1]
- 2014年 - 2016年  蔚山現代FC 監督
- 2017年 - 2018年  セレッソ大阪 監督
- 2019年4月 - 同年6月  ムアントン・ユナイテッドFC 監督
- 2020年 - 2022年  ジェフユナイテッド千葉 監督
- 2023年6月 - 2024年  江原FC 監督
- 2025年 -  仁川ユナイテッドFC 監督

## 監督成績
| 年度   | 所属   | クラブ     | リーグ戦 | リーグ戦 | リーグ戦 | リーグ戦 | リーグ戦 | リーグ戦 | カップ戦  | カップ戦   |
| 年度   | 所属   | クラブ     | 順位     | 試合     | 勝点     | 勝       | 分       | 敗       | Jリーグ杯 | 天皇杯     |
| ------ | ------ | ---------- | -------- | -------- | -------- | -------- | -------- | -------- | --------- | ---------- |
| 2011   | J2     | 鳥栖       | 2位      | 38       | 69       | 19       | 12       | 7        | -         | 2回戦敗退  |
| 2012   | J1     | 鳥栖       | 5位      | 34       | 53       | 15       | 8        | 11       | GL敗退    | 2回戦敗退  |
| 2013   | J1     | 鳥栖       | 12位     | 34       | 46       | 13       | 7        | 14       | GL敗退    | ベスト4    |
| 2014   | J1     | 鳥栖       | 5位      | 18       | 37       | 12       | 1        | 5        | GL敗退    | 3回戦敗退  |
| 2015   | KC     | 蔚山現代   | 7位      | 38       | 53       | 13       | 14       | 11       | -         | -          |
| 2016   | KC     | 蔚山現代   | 4位      | 38       | 54       | 14       | 12       | 12       | -         | -          |
| 2017   | J1     | C大阪      | 3位      | 34       | 63       | 19       | 6        | 9        | 優勝      | 優勝       |
| 2018   | J1     | C大阪      | 7位      | 34       | 50       | 13       | 11       | 10       | ベスト8   | ラウンド16 |
| 2019   | T1     | ムアントン |          |          |          |          |          |          | -         | -          |
| 2020   | J2     | 千葉       | 14位     | 42       | 53       | 15       | 8        | 19       | -         | -          |
| 2021   | J2     | 千葉       | 8位      | 42       | 66       | 17       | 15       | 10       | -         | 3回戦敗退  |
| 2022   | J2     | 千葉       | 10位     | 42       | 61       | 17       | 10       | 15       | -         |            |
| J1通算 | J1通算 | J1通算     | -        | 120      | -        | 53       | 27       | 40       |           |            |
| J2通算 | J2通算 | J2通算     | -        | 122      | -        | 68       | 45       | 51       |           |            |

- 2014年の成績は退任した8月8日（第18節終了）時点での戦績。

## タイトル

### 選手
城南一和天馬
- Kリーグ1:1回（2003）

全北現代モータース
- 韓国FAカップ:1回（2005）

個人
- JOMO CUP Jリーグドリームマッチ MVP：1回（2001年）

### 監督
セレッソ大阪
- Jリーグカップ：1回（2017年)
- 天皇杯：1回（2017年）
- FUJI XEROX SUPER CUP：1回（2018年)

個人
- J1リーグ 優秀監督賞：1回（2017年）
- Kリーグ1 月間最優秀監督賞：3回（2024年、5月、7月、10月）
- Kリーグ1 年間最優秀監督賞：1回（2024年）